# Мошусна ружа
Мошусна ружа (Rosa moschata) је врста руже која се дуго узгаја. Њено дивље порекло је неизвесно, али се сумња да лежи у западним Хималајима. Она је најстарија врста пољопривредне руже и одликује се мошусним мирисом који из ње извире. Постоје две главне боје за ову ружу: бела и ружичаста, са наранџастим плодом у средини руже. Наранџасте мошусне руже су једна од ретких врста које су уобичајене у природи у поређењу са другим врстама. Иван Лует, белгијски розаријанац, направио је детаљну студију о овој биљци и сродним облицима у Ирану, Авганистану и западним Хималајима.

## Опис
Мошусна ружа је жбун са појединачним белим цветовима од 5 цм у лабавом цвасту или гроњи, који цвета у новом расту од касног пролећа до касне јесени у топлим поднебљима, или од касног лета па надаље у хладним летњим климама. Листови су дугачки 2 цм са витким врховима. Цветови имају карактеристичан "мошусни" мирис, који излази из прашника, који се налази и код неких њених потомака.
Стабљика може нарасти до 5м. Бодљике на стабљикама су равне или благо закривљене и имају широку основу. Светло или сивкастозелени листови имају 5 до 7 јајоликих листића са малим зупцима. Стипуле су уске са шиљастим раширеним слободним врховима. Рађају се мали, јајолики плодови звани кукови, који у јесен постају наранџастоцрвени. Популарно уље семена шипка прерађује се семенкама мошусне руже.
Ова врста је историјски мешана са хималајском мошусном ружом (Rosa brunonii), блиско сродном, високопењачком врстом са Хималаја која цвета у касно пролеће и која поседује сличан, мошусни мирис. У баштама се могу разликовати по сезони цветања и различитим навикама раста.

## Култивација
Тврдило се да нису пронађени истински дивљи примерци мошусне руже, иако је забележена у узгоју још у 16. веку. Помиње се у „Сну летње ноћи” (1595/96). Важна је у узгоју као родитељ за неколико група култивисаних ружа, посебно руже дамаскена и групе noisette, и цењена је због свог мириса и због необично дугог периода цветања међу врстама ружа.
Најбоље расте на плодном, влажном, али добро дренираном земљишту на сунчаном, отвореном положају, мада ће толерисати и мало сенке. Малчирање у касну зиму побољшава цветање.

## Здравствене користи
Мошусна ружа садржи посебно уље жуте боје, које је богато антиоксидансима који се састоје углавном од витамина А и витамина Е. Популарна у производњи природног медицинског сапуна. Уље се користи за лечење ожиљака на кожи.

## Штеточине
Може бити подложна лисним ушима, укључујући ружину уш, најчешћу штеточину руже. Такође може бити подложана ружичњаку, црвеној паучиној грињи из стакленика, љускавим инсектима, гусеницама, великим ружичњацима, ружичњацима који увијају листове и пчелама резачицама. Јелени и зечеви такође могу изазвати штету.

## Болести
Може бити подложна црној пегавости ружа, ружиној рђи, болестима поновног засадања, одумирању ружа и пепелници ружа.

## Синоними[2]
- Rosa arborea Pers.
- Rosa broteroi Tratt.
- Rosa brownii Tratt.
- Rosa brunonii Lindl.
- Rosa glandulifera Roxb.
- Rosa manuelii Losa
- Rosa moschata var. nastarana
- Rosa moschata var. ruscinonensis
- Rosa napaulensis
- Rosa nepalensis
- Rosa opsostemma Ehrh.
- Rosa pissardii Carrière
- Rosa recurva
- Rosa ruscinonensis Gren. & Déségl. ex Déségl.